# Günther Voellner
Günther Voellner (* 17. Oktober 1910 in Rostock; † 1999 in Waldshut-Tiengen) war ein deutscher Lehrer, Maler, Zeichner und Graphiker.

## Leben
Voellner studierte nach der Schul- und Jugendzeit in Danzig von 1929 bis 1935 bei Richard Pfeiffer und Franz Xaver Wimmer an der Kunstakademie Königsberg und der Kunsthochschule Berlin, wo er Schüler von Willy Jaeckel und Rudolf Großmann war. Während seiner Danziger Zeit war er in der „Sängerverbindung Chattia“ im Sondershäuser Verband aktiv. Ab 1939 war er Studienrat, war als Kunstlehrer in Danzig tätig und war um 1942 zeitweise in der Jahnstraße 23 und anschließend in Jacobsneugasse gemeldet. Von 1939 bis 1945 leistete er als Soldat seinen Kriegsdienst und verlor zum Ende des Zweiten Weltkriegs 1945 alle bis dahin geschaffenen Werke.
Danach folgte ein Neubeginn in Eckernförde. 1956 entstand ein Porträt von Wilhelm Lehmann, heute in der Schleswig-Holsteinischen Landesbibliothek - Landesgeschichtliche Sammlung.
Ab 1974 lebte er mit seiner Frau der Künstlerin, Lieselotte Voellner-Gallus in Tiengen. Er unternahm zahlreiche Studienfahrten in Europa, vor allem in Frankreich reiste aber auch in die USA nach Afrika und Asien. Er war Mitglied der „Internationalen Künstlergruppe Polygon“ und des „Internationalen Bodenseeclubs“. Seine Bilder finden sich in Museen in Danzig und in Flensburg. Er hielt Vortragsreihen über Kunst, übernahm Kunstführungen und war lehrend im „Malkreis Tiengen“ aktiv.
Auch schriftlich betätigte er sich vielseitig, neben Zeitungsartikeln schrieb er Gedichte. 1980 äußerte er sich etwas wehmütig über seine Danziger Zeit so: „Die Chattia ist ausgestorben. […] So ist für mich alles nur noch Erinnerung, eine gute Erinnerung.“
Voellners Werke waren unter anderem in Ausstellungen in Berlin (Danziger Maler Dezember 1939, Künstlerbaus Bellevuestraße 3), Breslau, Düsseldorf, München (Haus der Kunst) und Wien zu sehen. Einzelausstellungen fanden in Berau, Danzig, Eckernförde, Flensburg, Kiel, Löffingen, Meldorf und Waldshut statt. Vom 16. März bis 14. April 1991 fand eine Gemeinschaftsausstellung mit Plastiken seiner Frau in der Galerie zum Elephanten statt.

## Werke (Auswahl)
Voellner war überwiegend als Zeichner aktiv und stellte oftmals expressive oder karikaturistische Personendarstellungen her. Dabei wählte er insbesondere Typen mit getönter Hautfarbe und fremdländischen Aussehen. Frühe Landschaftsbilder waren oftmals in schwarz-weiß gehalten, später kolorierte er seine Werke und arbeitete die Konturen deutlicher heraus. In den 1980er und 1990er Jahren widmete er sich mehr der Malerei und trug die Farben mit dem Spachtel auf.
- Dünen auf Sylt, 1947
- Mädchen im blauen Rock, 1950
- Tanzende, 1979
- Galapagos, 1981

Bücher und Schriften
- Gedanken Gedichte Zeichnungen. 1984.
- Betrachtungen Notizen Zeichnungen. 1999 (Band 3).
- Zeichnerisches Werk. 1983.